# O Condado
O Condado egy comarca (járás) Spanyolország Galicia autonóm közösségében, Pontevedra tartományban. Székhelye Ponteareas. Népessége 2005-ös adatok szerint 40 192 fő volt.

## Települések
A székhely neve félkövérrel szerepel.
- As Neves
- Mondariz
- Mondariz-Balneario
- Salvaterra de Miño
- Ponteareas